# روز خوبی بود (ترانه آیس کیوب)
«روز خوبی بود» (انگلیسی: It Was a Good Day) ترانه‌ای از رپر آمریکایی آیس کیوب است. این ترانه در ۲۳ فوریه ۱۹۹۳ به عنوان دومین تک‌آهنگ از سومین آلبوم استودیویی‌اش منتشر شد. این ترانه به رتبه هفتم در آهنگ‌های داغ آراندبی/هیپ-هاپ بیلبورد و به رتبه ۲۷ در جدول تک‌آهنگ‌های بریتانیا رسید. در ۱۰۰ آهنگ داغ بیلبورد، ترانه به رتبه پانزدهم رسید و به بالاترین موقعیت آیس کیوب در این جدول تبدیل شد. «روز خوبی بود» در رتبه ۸۱ در لیست بهترین ترانه‌های رپ در همه زمان‌ها توسط دات‌دش، در رتبه ۷۷ در ۱۰۰ آهنگ برتر وی‌اچ‌وان در دهه ۹۰ و در رتبه ۳۶ در 100 Greatest Hip رولینگ استون قرار گرفت. در سال ۲۰۰۸، این ترانه در ۱۰۰ موسیقی هیپ هاپ VH1 در رتبه ۲۸ قرار گرفت. هنگامی که از میم اینترنت «روز خوبی بود» به‌طور گسترده‌ای در حدود سال ۲۰۰۹ استفاده شد، ارجاع به این تک‌آهنگ دوباره محبوب شد. همچنین از این ترانه در بازی اتوموبیل دزدی بزرگ، شهر سن آندریاس نیز استفاده شده است. 